# Glasmuseum Wertheim

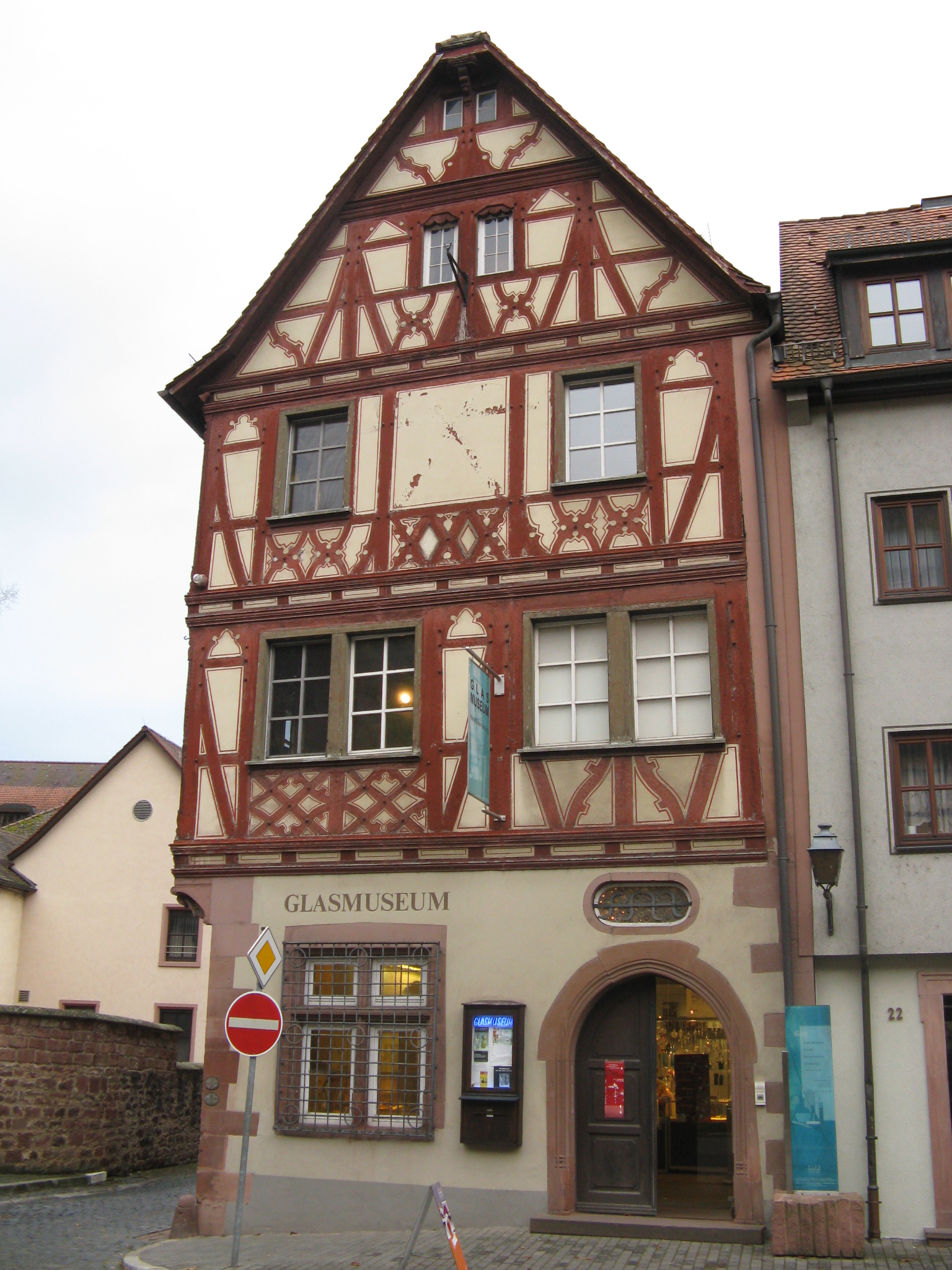
Stammhaus des Museums (Fachwerkbau von 1577)

Das Glasmuseum in der fränkischen Stadt Wertheim in Baden-Württemberg am Zusammenfluss von Tauber und Main präsentiert und dokumentiert die Geschichte und Anwendung des Werkstoffes Glas von der Antike bis zu den Hightech-Produkten der Gegenwart. Das 1976 gegründete Museum umfasst 650 m² Ausstellungsfläche und verzeichnet jährlich etwa 16.000 Besucher.
„Regionale und internationale Historie sowie die Vielfältigkeit des Werkstoffes Glas zu vermitteln, das sind die Ziele des Glasmuseums, das sie in seiner Lehrschau über 3500 Jahre Glasherstellung und Glasanwendung – vom Trinkglas bis zum Laborglas – plastisch aufleben läßt.“

## Standort
Das Museum befindet sich seit seiner Gründung in einem 1577 errichteten Fachwerkhaus(Kallenbach'sches Haus oder Großes Haus), das zum Komplex der Löwenstein-Rosenberg'schen Hofhaltung gehörte, sowie – seit 1996 – zusätzlich in einem benachbarten Fachwerkhaus von 1588 (Kleines Haus). Die beiden Gebäude sind durch einen Innenhof voneinander getrennt.
Projekt Stolperstein: Im Museumshaus Mühlenstraße 24 verbrachte die 1886 geborene Bürgerstochter Liesel Keller eine schwere Jugend, der sie seelisch nicht mehr gewachsen war. Ab 1910 befand sie sich in einem Pflegeheim und wurde „nach 1937 in einer Armenanstalt nur noch aufbewahrt.“ Unter dem Naziregime wurde sie „1940 verlegt und mit weiteren 70.000 Anstaltspfleglingen in Tötungszentren massenhaft mit Gas ermordet.“ (Aktion T4). Die Lebensgeschichte der Frau wurde 2012 von Wertheimer Schülern erarbeitet; 2013 wurde vor ihrem Elternhaus ein Gedenkstein des Projekt Stolperstein Wertheim in das Pflaster eingelassen.

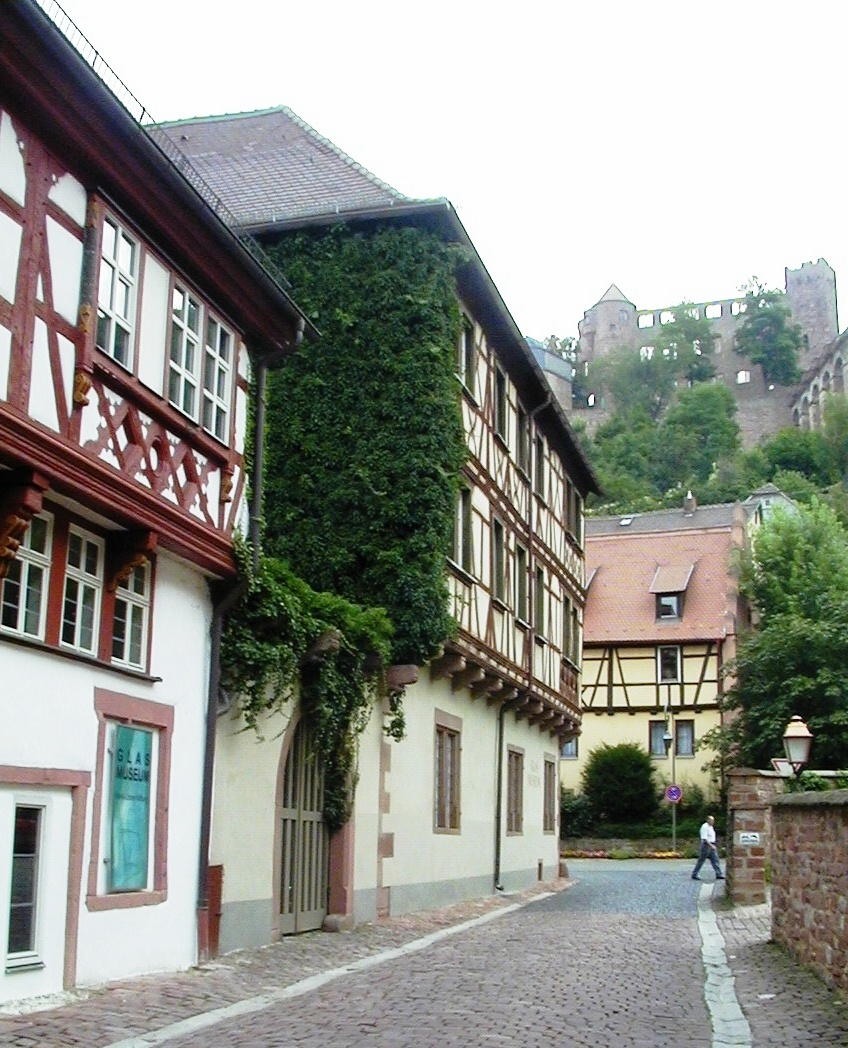
Blick entlang der Museumsgebäude zur Burg Wertheim auf der Anhöhe

## Geschichte
Der nahe Spessart besaß im Mittelalter zwar zahlreiche Waldglashütten, doch beginnt die Tradition der Glasherstellung in Region und Stadt erst wieder im 20. Jahrhundert. Gründer des Wertheimer Glasmuseums war ein Thüringer, der Ilmenauer Glasphysiker Hans Löber (1900–1978), der mit einer Gruppe von Fachkräften 1949 die DDR verließ und 1950 an seinem neuen Wohnsitz ein Laborglaswerk etablierte. Dieses bestand bis 1993.
In den Jahren seiner unternehmerischen Tätigkeit sammelte der Firmengründer und erste Geschäftsführer des Glaswerk Wertheim (1950-1993) historisches Glas aller Epochen und gründete zusammen mit einigen Mitarbeitern des Werks 1973 den Förderkreis Wertheimer Glasmuseum e. V. – heute: Glasmuseum Wertheim e. V. –, der Träger des am 29. Mai 1976 eröffneten Museums ist. Das bezogene Gebäude wurde von Grund auf restauriert. Nach dem Tod des Gründers erfuhr das Museum mehrere Erweiterungen und Umgestaltungen.
Eine Besonderheit war 1994 die Ausstellung mit Glas-Objekten von Wilhelm Wagenfeld, in der „Werkstücke vom Stadium der Ideenskizze bis zum Muster dokumentiert“ wurden. Der Klassiker der „formvollendeten Gebrauchsware“, der sich „gegen einen Starkult des Designers wehrte und sich als Mustermacher bezeichnete, räumte der Industrie auch eine gewisse Zeitspanne ein, um sich mit dem neuen Produkt anzufreunden.“

## Museumskonzept
Das Museumskonzept nimmt eine ganzheitliche Präsentation des Werkstoffs Glas für sich in Anspruch, um die Vielfalt des Werkstoffes von der Herstellung und Verarbeitung bis hin zu seiner Verwendung in Wissenschaft, Technik, Medizin und Industrie als auch im täglichen Leben zu vermitteln. Dargestellt wird, wie sich im Laufe der Jahrhunderte die Techniken wandelten und verfeinerten, wie die Nutzung sich aus einfachem Gebrauchsglas hin zur Massenproduktion, besonders aber zu hochwertigen Produkten und auch Glaskunstobjekten entwickelte. Hohe Bedeutung kam dem Werkstoff Glas in der Industrialisierung zu.
Die umfangreiche Präsentation verlegt sich nicht auf eine chronologische Abfolge, sondern ermöglicht durch die alphabetische Ordnung („von A bis Z“) den Besuchern ein vom eigenen Interesse geleitetes Vorgehen.

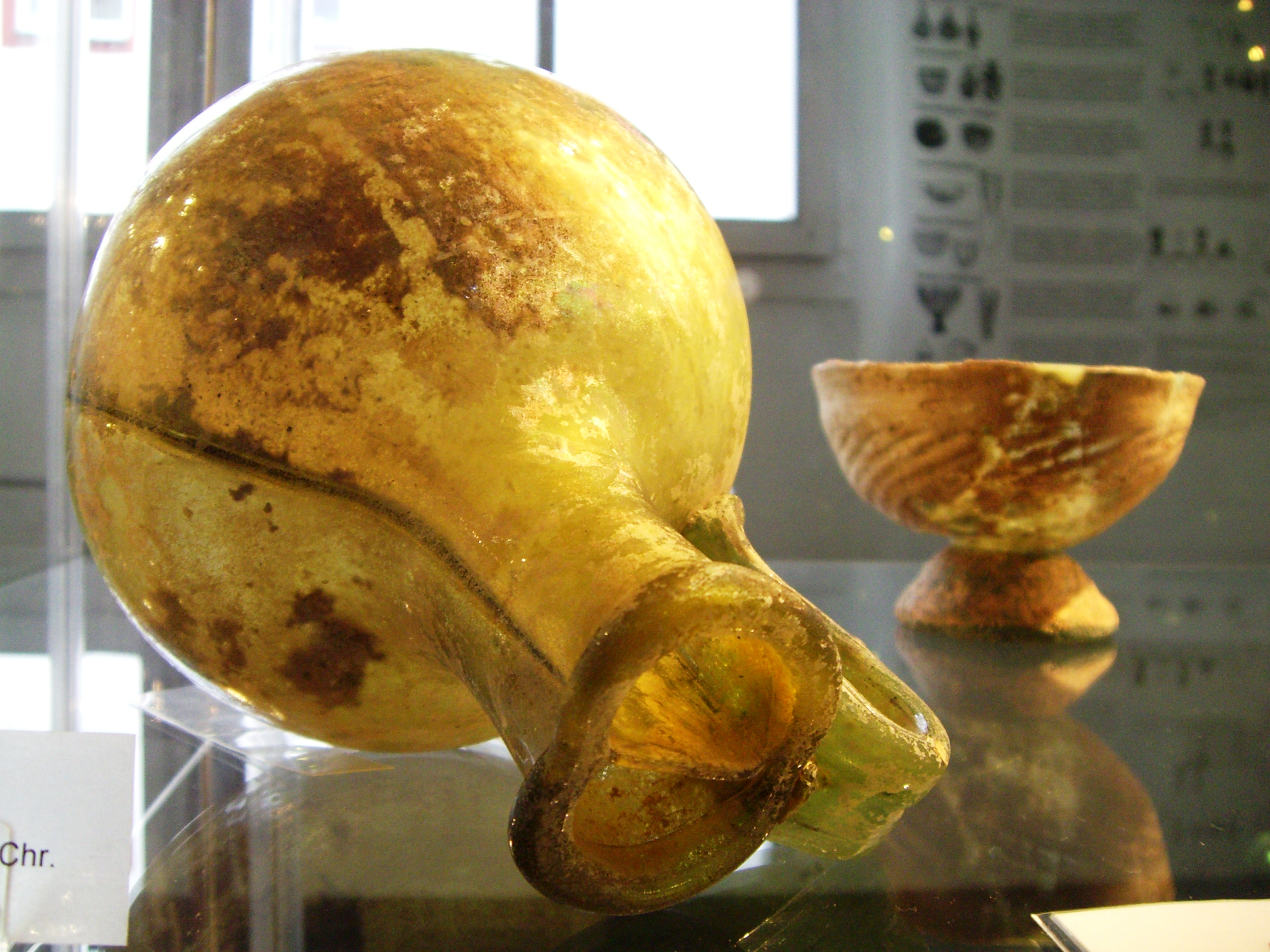
Antike: Römischer Scheidekrug, Syrien, 2. – 3. Jahrhundert n. Chr.

## Exponate und Präsentation
In Vitrinen mit erklärenden Texte, in freistehenden Präsentationen oder auch ‚Szenarien‘ wird die Geschichte des Glases vermittelt. Vom antiken Glas aus Ägypten, dem Römischen Reich, dem Orient – über wieder einfache Anfänge im europäischen Mittelalter und deren künstlerische und technische Differenzierungen in der Neuzeit bis zu den Erfindungen der Moderne und dem Spektrum heutiger Nutzungen und Kreationen reichen die Themen des Museums. Schwerpunkte werden regelmäßig über gesonderte Ausstellungen gesetzt.

### Großes Haus
- Im Eingangsbereich hängt von der Decke ein über 1 m großer Glasperlenbaum mit einem Durchmesser von 60 cm im Stil der ostdeutschen Weihnachtspyramide von Eva-Maria Schmidt.

- Im Erdgeschoss befindet sich der Museumsshop, unter anderem mit Nachbildungen historischer Gläser, zeitgenössischer Glaskunst sowie mit historischem, modernem und in der eigenen Werkstatt gefertigtem Christbaumschmuck.

Angegliedert ist die Werkstatt mit dem Museums-Glasbläser, der vor einer 1600 Grad Celsius heißen Flamme die Weiterverarbeitung von Glas aus Glasröhren und Glasstäben zeigt. Interessierte Besucher haben die Möglichkeit, eigene Glaskugeln zu blasen. Im Advent zeigen Mitarbeiterinnen des Museums das Versilbern von gläsernem Christbaumschmuck.

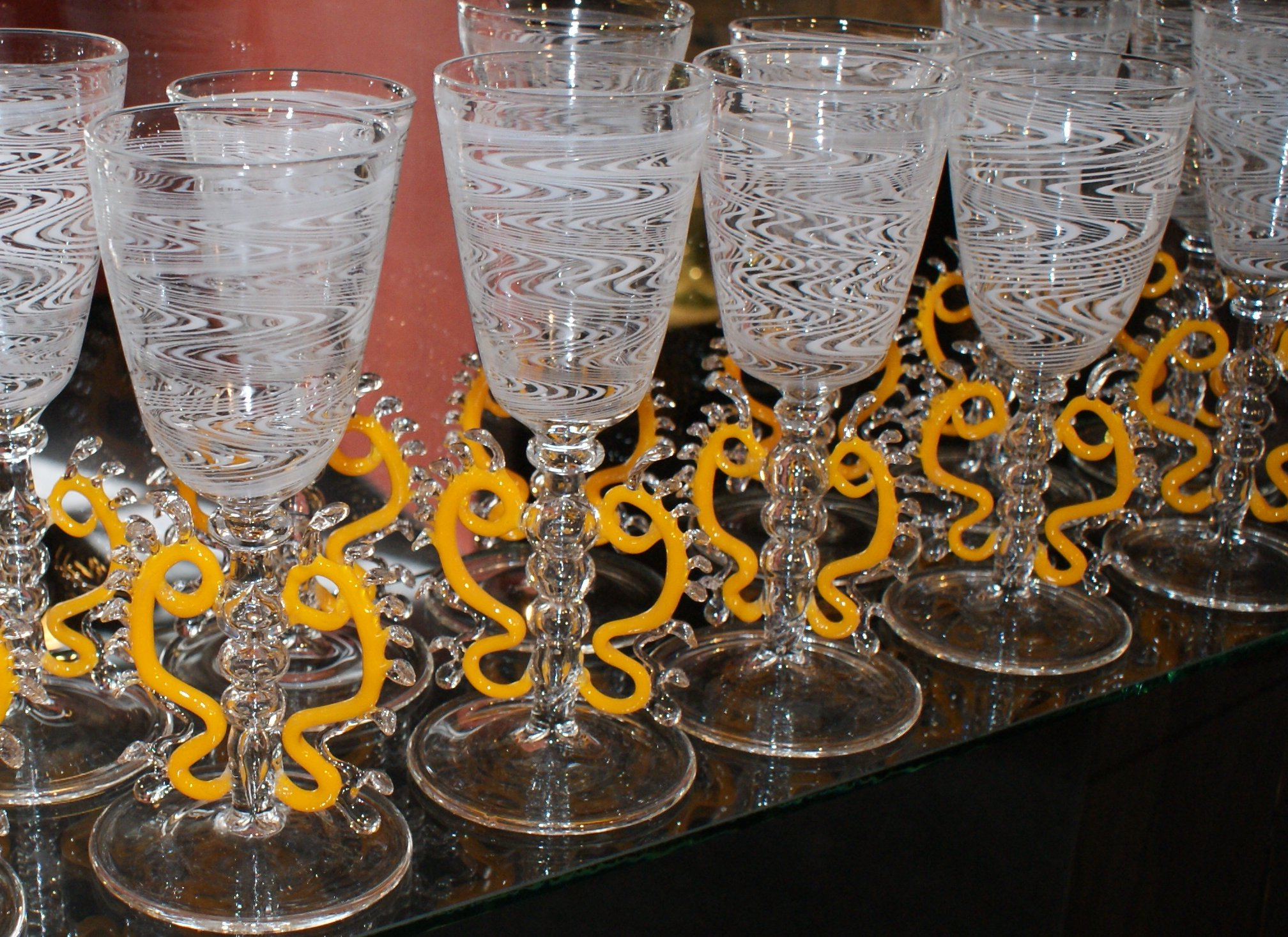
Venezianische Flügelgläser – Nachbildungen von Museumsglasbläser Ralf Marlok

- In den oberen zwei Stockwerken wird die über 3000jährige Geschichte, Herstellung und Anwendung von Glas am Beispiel ausgewählter Exponate präsentiert, anhand derer der Besucher die glastechnologischen Fortschritte und die damit verbundene Entwicklung vom Luxusglas zum heute unentbehrlichen Werkstoff für Industrie, Technik und Wissenschaft erkennen kann. Schwerpunkte liegen auf dem ursprünglichen Waldglas aus dem regionalen Bereich in seinen diversen Erscheinungsformen (Krautstrunk, Nuppenglas, Römer, Humpen und Stangen), auf schlesischem und böhmischem Schnittglas des 18. Jahrhunderts, kunstgewerblich hochwertigem venezianischem Flügelglas und Glas des 19. Jahrhunderts. Glas der Moderne und Hightech-Produkte der Wertheimer Spezialglasindustrie runden den Querschnitt durch die Epochen der europäischen Glasgeschichte ab.

- Seit 2006 besteht der Spielstationen-Parcours mit 35 Glas-Spiel-Stationen als interaktive Präsentation nach dem Vorbild des Bundesverbandes Deutscher Kinder- und Jugendmuseen, in dem nicht nur Kinder und Jugendliche die vielen Facetten des Werkstoffes Glas auf spielerische Weise 'be-greifen'.

- Seit 2016 wird die Alois-Wienand-Sammlung ausgestellt, eine Mustersammlung mit 75 Nachbildungen historischer Gläser, die der ehemalige Glasmacher aus dem Glaswerk Wertheim mit den von ihm recherchierten und experimentell (wieder)entwickelten Techniken aus dem Mittelalter und der frühen Neuzeit nach Originalen, Rekonstruktionszeichnungen und Buchvorlagen gefertigt hat. Eine Besonderheit sind keltische Glasarmringe.

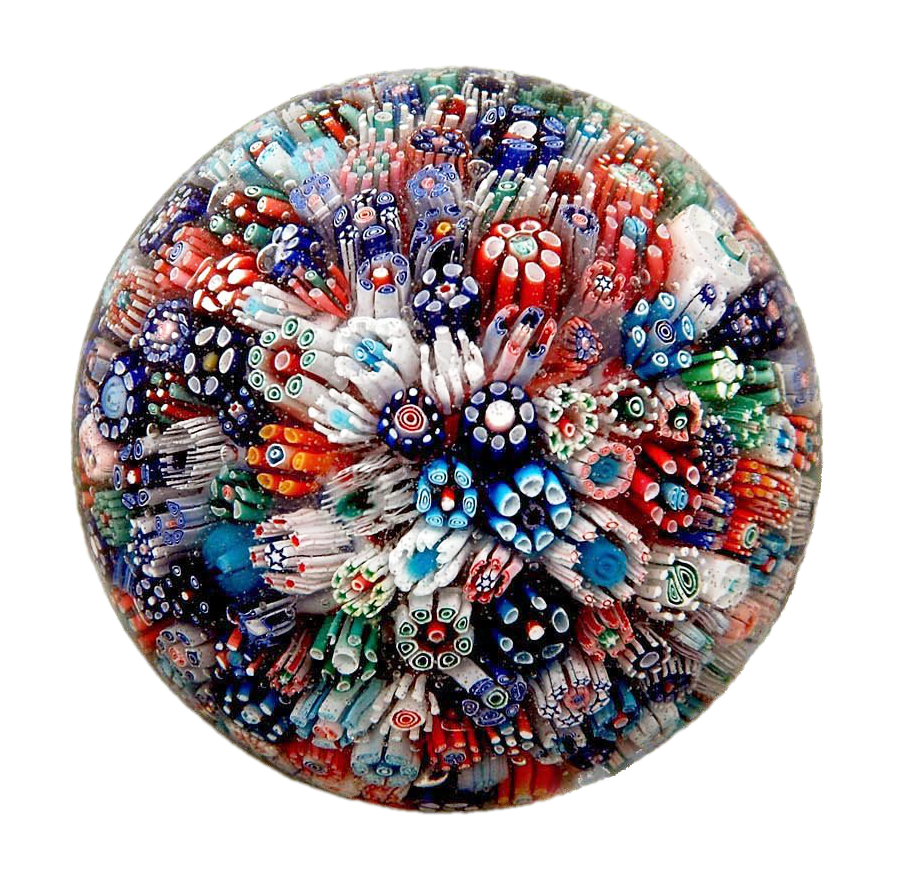
Millefiori-Paperweight, Schlesien, um 1840, aus der Sammlung Peter von Brackel

### Kleines Haus
Hier werden vertiefend zu den einzelnen Themen kulturgeschichtliche Zusammenhänge vermittelt:
- Die historische Christbaumschmuck-Sammlung (1840 bis heute) in Erinnerung an die Herkunft der Wertheimer Laborglasindustrie aus Thüringen, ergänzt durch modernen Christbaumschmuck sowie dem drei Meter hohen „Wertheimer Glasbaum“ des Künstler-Ehepaars Bormann-Arndt.

- Seit 1998 besteht das Glasperlen-Kabinett, das aufgrund eines Vermächtnisses die Sammlung der Mainzer Archäologin Thea Elisabeth Haevernick (1899–1982) aufgenommen hat, die aus über 3000 orientalischen, römischen und venezianischen Glasperlen des 1. Jahrtausends v. Chr. bis zum Mittelalter bestand. Glasperlen aus dem 16. Jahrhundert bis hin zu modernen Arbeiten aus dem Bestand des Glasmuseum Wertheims vervollständigen die Geschichte dieser Objekte aus Glas. Hinzu kommen Exponate, die dem Museum im Rahmen des jährlich in Wertheim stattfindenden Glasperlensymposiums überlassen werden.

- Seit 2001 zeigt das Wissenschaftliche Glas-Kabinett am Beispiel von 13 Wissenschaftlern – u. a. Galilei, Newton, Edison, Fraunhofer und Schott – den Einsatz von Glas als Hilfsmittel für ihre Erfindungen: Fernrohr, Mikroskop, Glühlampe, Spektrometer.

- 2015 wurde das Paperweight-Kabinett eingerichtet – mit 800 Briefbeschwerern des Sammlers Peter von Brackel, das die Geschichte der gläsernen Briefbeschwerer von 1840 bis zum heutigen Sammlerstück präsentiert.

- Seit 2009 gibt es den ausleihbaren Energieparcours mobil mit 28 experimentellen und spielerischen Stationen rund um das Thema Energie mit dem Ziel, insbesondere Kinder und Jugendliche für das Thema Energie zu sensibilisieren und nachhaltiges Denken und Handeln zu fördern.

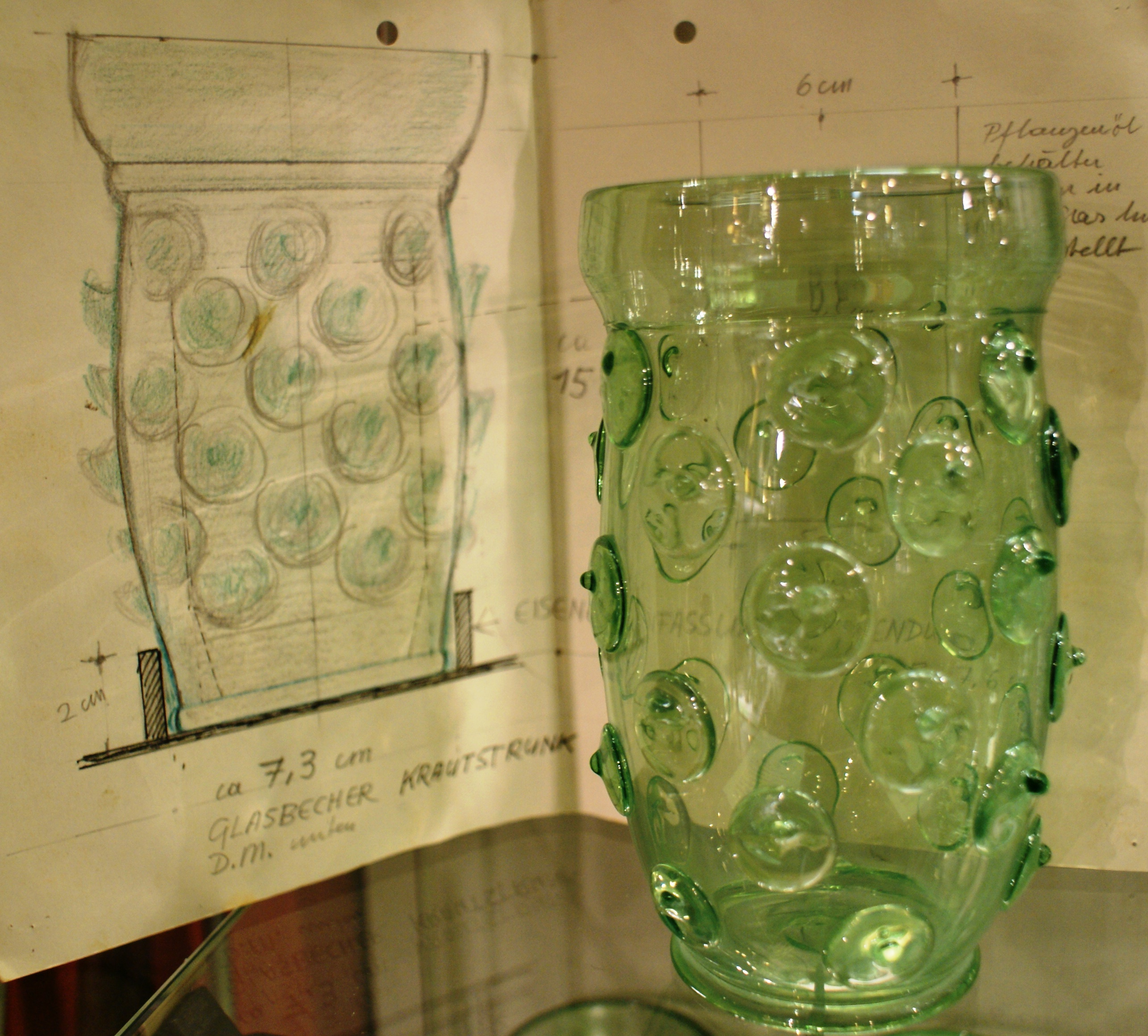
Alois Wienand-Sammlung: Nuppenbecher für die Schweiz nach Zeichnungsvorlage
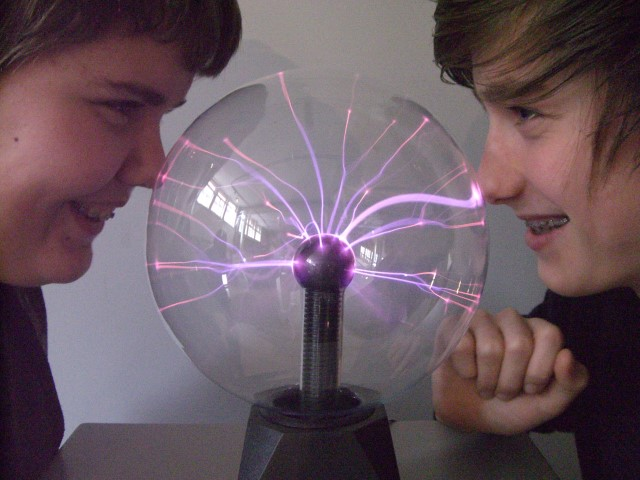
Experiment im Energieparcours
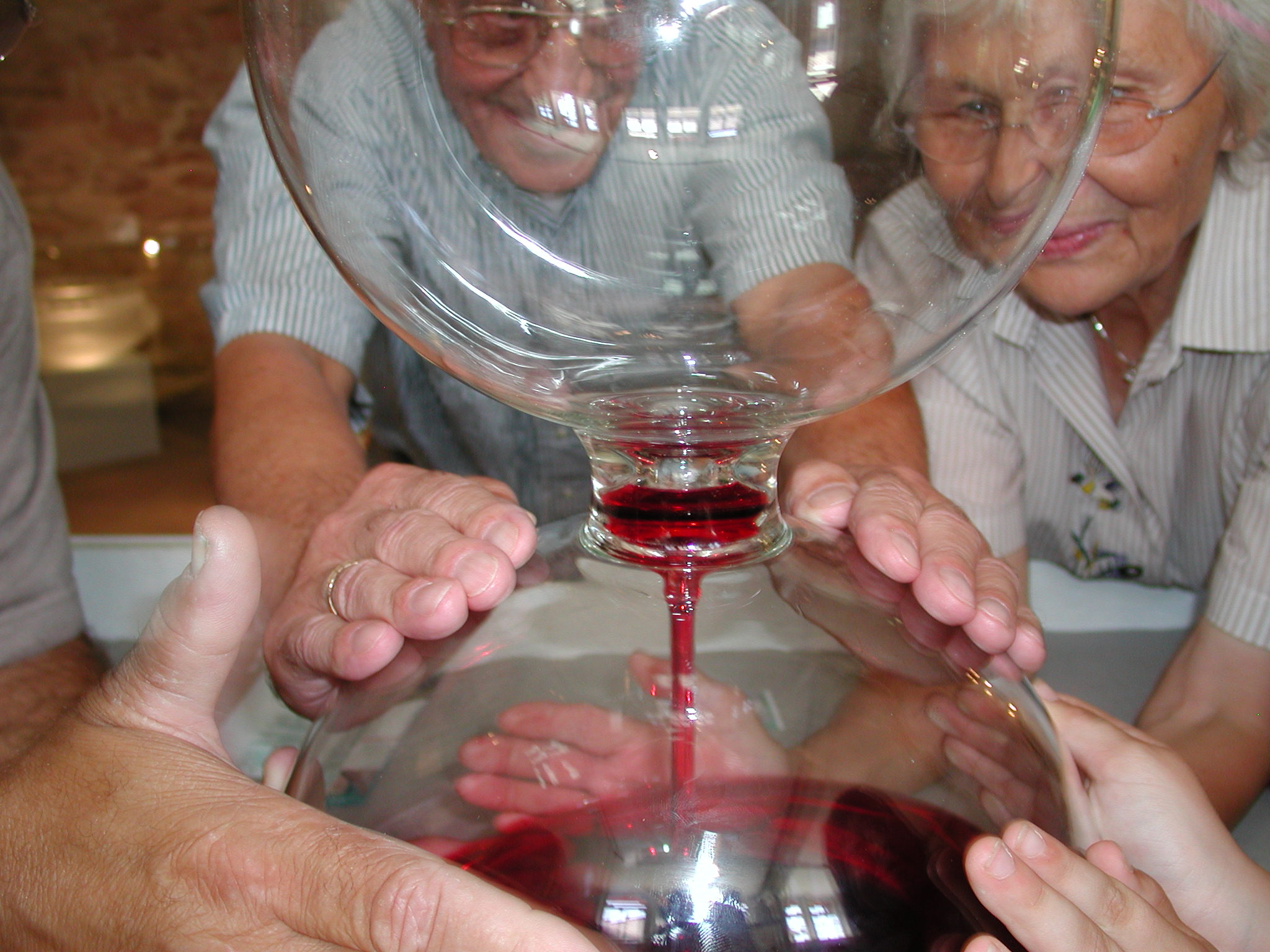
Spielstationen-Parcours („Liebesbarometer“)
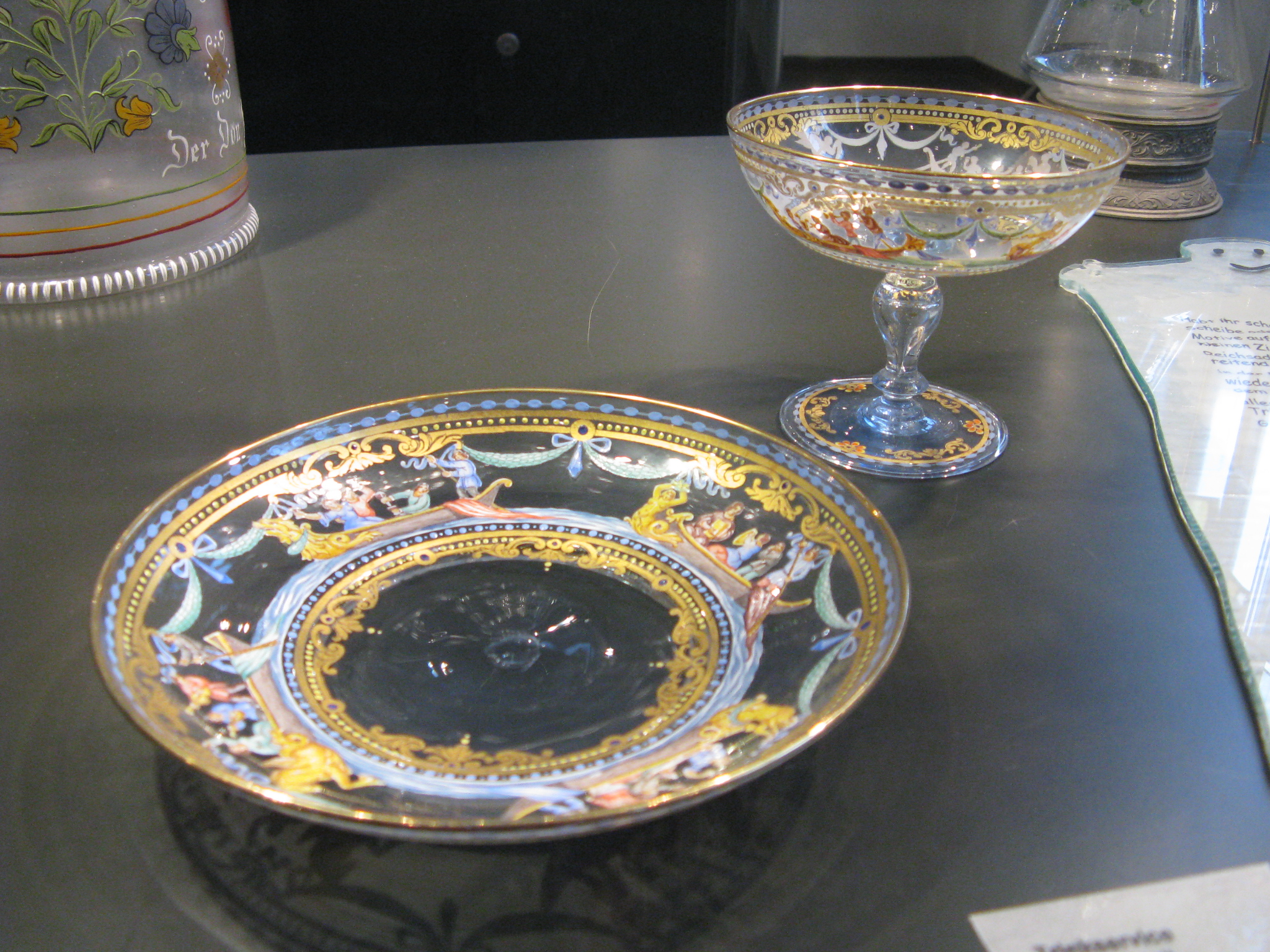
Emailbemaltes Trinkservice, J. & L. Lobmeyr, um 1880

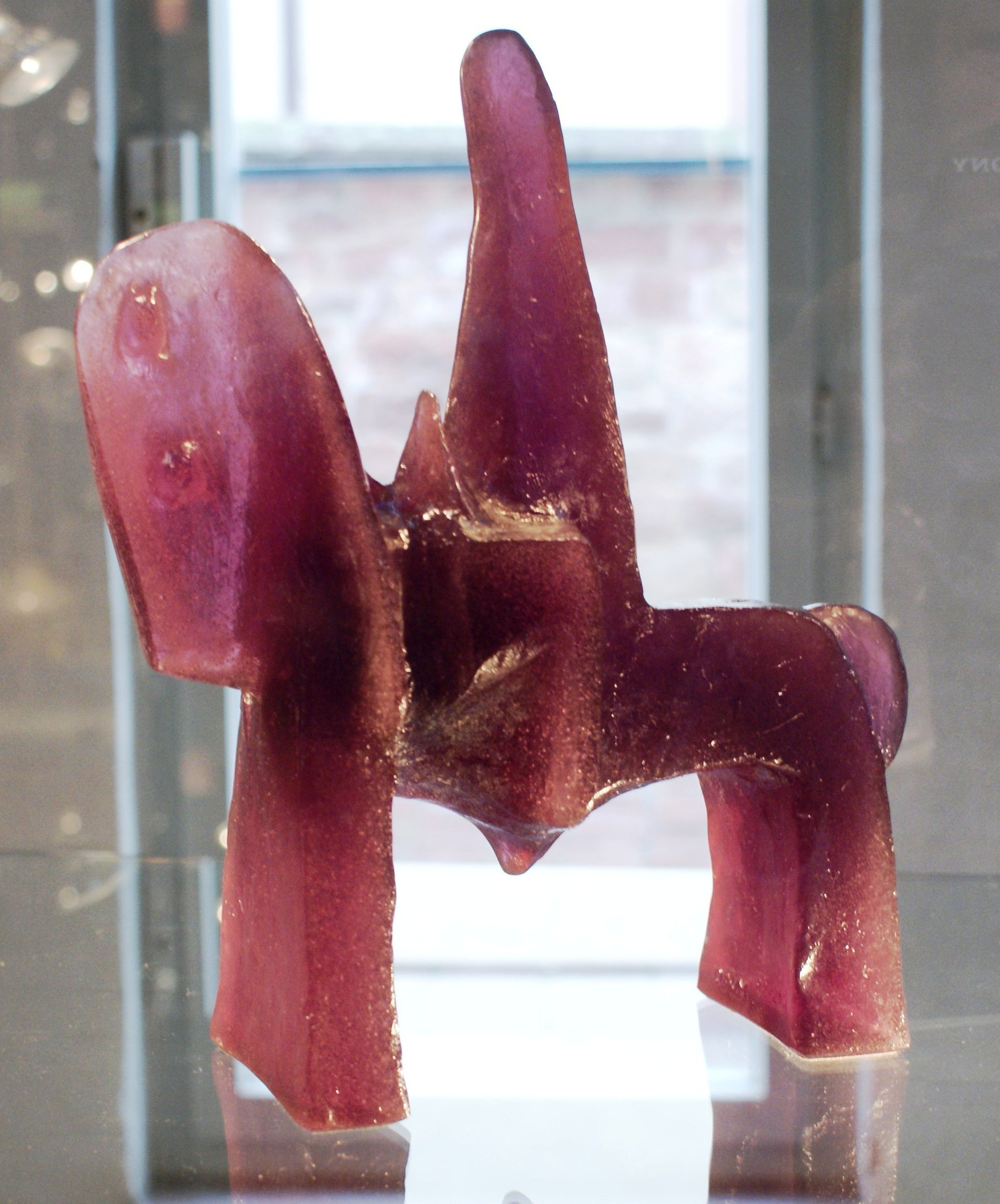
Skulptur des „Parsifal“ von Claude Wetzstein

## Wertheimer Parzival-Rundgang
Bereits 1976 hatte der Gründer des Glasmuseums, Dr. Hans Löber, eine der limitierten Exemplare der Glasskulptur Parzifal des französischen Glaskünstlers Claude Wetzstein erworben. Der Bezug zu „Wolfram von Eschenbachs Parzival, der einen Teil seines Versromans auf der Wertheimer Burg geschrieben haben soll, (hat) bis heute nichts an Aktualität verloren“, schrieb das Museum in einer Erklärung und so organisierte die Wertheimer Parzival-Projektgruppe im Oktober 2012 ausgehend von der Burg quer durch die Altstadt einen Rundweg mit Spruchbändern, „die 14 Momente aus Parzivals spannendem Lebensweg erläutern und zitieren. […] So mancher [Bürger] habe es begrüßt, ‚dass in der Stadt auf kultureller Ebene jetzt wieder etwas geboten wird.‘“

## Sonderausstellungen (Auswahl)
In den wechselnden Sonderausstellungen wird ein breites Spektrum an Techniken der Glasherstellung gezeigt – zumeist im Zusammenhang mit den Produkten von Firmen oder den Werken von Künstlern. Präsentiert werden auch Arbeiten nach regionalen oder nationalen Traditionen oder mit Glas verbundene Themen, etwa „Buddelschiffe“, Parfümflaschen (Flakons) und Briefmarken mit Glasmotiven.
- 1978: Vera Liskowa, Mundgeblasenes Glas aus der CSSR
- 1980: Glas aus den USA. 17 Glaskünstler aus der Studioglasbewegung
- 1986: Frauen gestalten heisses Glas
- 1989: Modernes Glas aus Thüringen
- 1993: Der Glasgarten des Jan Adams
- 1994: Zehn Wertheimer Glaswerkstätten
- 1995: Flaschen(bei)spiele. Lust auf Glas. 15 Spielstationen und 2000 Jahre Flaschengeschichten
- 1996: Becher im gläsernen Netz. Diatretschliffe von Josef Welzel
- 1998: Warum nicht? … Pariser Revueschmuck der 1950er und 60er Jahre
- 2002: „Out of fire“ – 50 Jahre Baden-Württemberg – 52 Jahre Glasindustrie Wertheim
- 2007: Die Sammlung Forest: Studioglas aus den 60ern bis heute
- 2009: Rotes Glas kleiner als 10 cm. Sammlung Scholze
- 2016: Faszination Bienen – glasklar und stockdunkel